# Iryna Pucha
Iryna Wiktoriwna Pucha (ukrainisch Ірина Вікторівна Пуха, engl. Transkription Iryna Pukha; * 10. Januar 1973) ist eine ehemalige ukrainische Leichtathletin, die sich auf den Sprint spezialisiert hat. Ihren größten Erfolg feierte sie mit dem Gewinn der Bronzemedaille über 60 Meter bei den Halleneuropameisterschaften 2000 in Gent.

## Sportliche Laufbahn
Erste Erfahrungen bei internationalen Meisterschaften sammelte Iryna Pucha vermutlich im Jahr 1991, als sie bei den Junioreneuropameisterschaften in Thessaloniki mit 12,02 s im Halbfinale im 100-Meter-Lauf ausschied und mit der sowjetischen 4-mal-100-Meter-Staffel in 45,37 s den vierten Platz belegte. Im Jahr darauf belegte sie bei den Juniorenweltmeisterschaften in Seoul in 11,57 s den vierten Platz über 100 Meter und kam mit der Staffel des Vereinten Teams im Vorlauf nicht ins Ziel. 1993 schied sie bei der Sommer-Universiade in Buffalo für die Ukraine startend mit 11,62 s im Halbfinale über 100 Meter aus und 1995 schied sie bei den Hallenweltmeisterschaften in Barcelona mit 7,25 s im Semifinale im 60-Meter-Lauf aus. Zudem schied sie im selben Jahr bei den Studentenweltspielen in Fukuoka mit 11,71 s erneut im Halbfinale über 100 Meter aus. Im Jahr darauf schied sie bei den Halleneuropameisterschaften in Stockholm mit 7,40 s im Semifinale über 60 Meter aus und im Juli schied sie bei den Olympischen Sommerspielen in Atlanta mit 11,42 s im Viertelfinale über 100 Meter aus. 1997 kam sie bei den Weltmeisterschaften in Athen mit 11,75 s nicht über die erste Runde über 100 Meter hinaus und wurde mit der ukrainischen 4-mal-100-Meter-Staffel im Vorlauf disqualifiziert. Im Jahr darauf belegte sie bei den Halleneuropameisterschaften in Valencia in 7,28 s den sechsten Platz über 60 Meter und im August schied sie bei den Freiluft-Europameisterschaften in Budapest mit 11,74 s in der Vorrunde über 100 Meter aus und belegte mit der Staffel in 43,58 s den vierten Platz. 1999 kam sie bei den Weltmeisterschaften in Sevilla mit der Staffel mit 43,80 s nicht über den Vorlauf hinaus und im Jahr darauf gewann sie bei den Halleneuropameisterschaften in Gent in 7,11 s die Bronzemedaille über 60 Meter hinter der Griechin Ekaterini Thanou und Petja Pendarewa aus Bulgarien. Im September nahm sie erneut an den Olympischen Sommerspielen in Sydney teil und schied dort über 100 Meter mit 11,54 s im Viertelfinale aus und schied im Staffelbewerb mit 43,31 s im Semifinale aus. 2001 schied sie bei den Hallenweltmeisterschaften in Lissabon mit 7,40 s in der ersten Runde über 60 Meter aus und beendete dann im selben Jahr ihre aktive sportliche Karriere im Alter von 28 Jahren.
1996 wurde Pucha ukrainische Meisterin im 100-Meter-Lauf und in den Jahren 1998, 2000 und 2001 wurde sie Hallenmeisterin über 60 Meter.

## Persönliche Bestzeiten
- 100 Meter: 11,12 s (+1,3 m/s), 14. Juni 2000 in Chania
  - 60 Meter (Halle): 7,11 s, 11. Februar 1995 in Kiew
- 200 Meter: 22,60 s (0,0 m/s), 7. Juni 1996 in Kiew